# Vicious Cycle
Vicious Cycle es un álbum de estudio de la banda de rock estadounidense Lynyrd Skynyrd, lanzado en el 2003. Es el primer álbum seguido a la muerte del bajista Leon Wilkeson. La canción Mad Hatter se grabó a modo de tributo para el músico. Leon falleció durante la grabación del disco, por lo que aparece en solo dos canciones: "The Way" y "Lucky Man". El sencillo "Red, White & Blue" alcanzó la posición 27 en la lista Mainstream Rock.
El músico Kid Rock canta "Gimme Back My Bullets" como un bonus-track.

## Lista de canciones
1. "That's How I Like It" (Eric Blair, Rickey Medlocke, Gary Rossington, Hughie Thomasson, Johnny Van Zant) – 4:33
2. "Pick Em Up" (Tom Hambridge, Medlocke, J. Van Zant) – 4:20
3. "Dead Man Walkin'" (Kevin Bowe, Medlocke, Rossington, Thomasson, J. Van Zant) – 4:30
4. "The Way" (Medlocke, Rossington, Thomasson, J. Van Zant) – 5:32
5. "Red White & Blue" (Donnie Van Zant, J. Van Zant, Brett Warren) – 5:31
6. "Sweet Mama" (Hambridge, D. Van Zant, Robert White Johnson) – 3:59
7. "All Funked Up" (Medlocke, Jim Peterik, Rossington, Thomasson, J. Van Zant) – 3:33
8. "Hell or Heaven" (Medlocke, Peterik, Rossington, Thomasson, J. Van Zant) – 5:14
9. "Mad Hatter" (Hambridge, Medlocke, Rossington, Thomasson, J. Van Zant) – 5:38
10. "Rockin' Little Town" (Hambridge, Medlocke, Rossington, Thomasson, J. Van Zant) – 3:36
11. "Crawl" (Medlocke, Peterik, Rossington, Thomasson, J. Van Zant) – 5:09
12. "Jake" (Hambridge, Medlocke, Rossington, Thomasson, J. Van Zant) – 3:41
13. "Life's Lessons" (Medlocke, Peterik, Rossington, Thomasson, J. Van Zant) – 5:59
14. "Lucky Man" (Medlocke, Rossington, Thomasson, J. Van Zant) – 5:35
15. "Gimme Back My Bullets" (Kid Rock en la voz) (Rossington, Ronnie Van Zant) - 3:41

## Personal
- Johnny Van Zant –voz
- Gary Rossington – guitarra
- Billy Powell – teclados
- Ean Evans – bajo
- Michael Cartellone – batería
- Rickey Medlocke – guitarra
- Hughie Thomasson – guitarra
- Leon Wilkeson - bajo
- Kid Rock – voz en "Gimme Back My Bullets"